# ريفاتي
ريفاتي (بالسنسكريتية: रेवती)‏، هي إلهة الوفرة والترف الهندوسية. وقد ورد ذكرها في الكتب المقدسة الهندوسية. هي ابنة الملك كاكودمي وقرينة بالاراما، الأخ الأكبر لكريشنا، وأحد الداشافاتارا (تجسدات فيشنو العشرة).